# Le Mesnil-Rogues
Le Mesnil-Rogues és un antic municipi francès, situat al departament de la Manche i a la regió de Normandia. L'1 de gener de 2019 esdevé un municipi delegat, al si del municipi nou Gavray-sur-Sienne. L'any 2007 tenia 159 habitants.

## Demografia

### Població
El 2007 la població de fet de Le Mesnil-Rogues era de 159 persones. Hi havia 64 famílies de les quals 17 eren unipersonals (4 homes vivint sols i 13 dones vivint soles), 17 parelles sense fills, 26 parelles amb fills i 4 famílies monoparentals amb fills.
La població ha evolucionat segons el següent gràfic:
Habitants censats

### Habitatges
El 2007 hi havia 108 habitatges, 64 eren l'habitatge principal de la família, 39 eren segones residències i 5 estaven desocupats. Tots els 107 habitatges eren cases. Dels 64 habitatges principals, 53 estaven ocupats pels seus propietaris i 11 estaven llogats i ocupats pels llogaters; 1 tenia una cambra, 2 en tenien dues, 13 en tenien tres, 14 en tenien quatre i 34 en tenien cinc o més. 45 habitatges disposaven pel capbaix d'una plaça de pàrquing. A 23 habitatges hi havia un automòbil i a 34 n'hi havia dos o més.

### Piràmide de població
La piràmide de població per edats i sexe el 2009 era:
| Homes | Edats   | Dones |
| ----- | ------- | ----- |
| 0     | 95 o +  | 0     |
| 0     | 90 a 94 | 0     |
| 0     | 85 a 89 | 4     |
| 0     | 80 a 84 | 0     |
| 8     | 75 a 79 | 4     |
| 4     | 70 a 74 | 4     |
| 4     | 65 a 69 | 4     |
| 4     | 60 a 64 | 4     |
| 4     | 55 a 59 | 8     |
| 4     | 50 a 54 | 4     |
| 12    | 45 a 49 | 0     |
| 4     | 40 a 44 | 8     |
| 0     | 35 a 39 | 4     |
| 4     | 30 a 34 | 0     |
| 12    | 25 a 29 | 0     |
| 0     | 20 a 24 | 4     |
| 0     | 15 a 19 | 4     |
| 4     | 10 a 14 | 0     |
| 0     | 5 a 9   | 4     |
| 8     | 0 a 4   | 4     |

## Economia
El 2007 la població en edat de treballar era de 110 persones, 74 eren actives i 36 eren inactives. De les 74 persones actives 67 estaven ocupades (37 homes i 30 dones) i 6 estaven aturades (3 homes i 3 dones). De les 36 persones inactives 16 estaven jubilades, 7 estaven estudiant i 13 estaven classificades com a «altres inactius».

### Ingressos
El 2009 a Le Mesnil-Rogues hi havia 66 unitats fiscals que integraven 157,5 persones, la mediana anual d'ingressos fiscals per persona era de 13.939 €.

### Activitats econòmiques
Dels 7 establiments que hi havia el 2007, 1 era d'una empresa de fabricació de material elèctric, 1 d'una empresa de fabricació d'altres productes industrials, 2 d'empreses de comerç i reparació d'automòbils, 1 d'una empresa d'hostatgeria i restauració, 1 d'una empresa de serveis i 1 d'una empresa classificada com a «altres activitats de serveis».
L'únic servei als particulars que hi havia el 2009 era un restaurant.
L'any 2000 a Le Mesnil-Rogues hi havia 11 explotacions agrícoles que ocupaven un total de 276 hectàrees.

## Poblacions més properes
El següent diagrama mostra les poblacions més properes.